# Piscine (informatique)
Pour les articles homonymes, voir piscine (homonymie).
La piscine est un dispositif pédagogique d'apprentissage intensif de la programmation informatique, généralement fondé sur l'apprentissage par problèmes, proposé en début de cursus dans certaines écoles d'informatique en France.

## Historique et modalités
Lors de la création de l'EPITA, École pour l'informatique et les techniques avancées, en 1984, la piscine est une période d'apprentissage intensif, y compris nocturne, de la programmation informatique. Jouant le rôle d'un rite initiatique et visant à souder les liens entre élèves de la même promotion, elle se déroule dans les années 2010 sur deux semaines, où les matinées sont dédiées à des cours de programmation en C et à des soutenances, les après-midi à des travaux pratiques et les soirées à des problèmes à résoudre, qui sont évalués. En 2022, l'école organise ce dispositif en simultané dans cinq villes où elle est implantée, pour plus de 600 élèves ingénieurs[réf. nécessaire]. D'autres élèves, de dernière année, jouent le rôle d'assistants pour remédier à d'éventuels blocages.
Le concept est repris et adapté par Nicolas Sadirac, ancien élève puis administrateur système de l'EPITA, lorsqu'il cofonde, en 1999, l'école Épitech. En 2023, la piscine y dure cinq semaines en première année, permettant aussi de développer l'esprit d'équipe au sein de la formation, trois semaines en deuxième année et deux semaines en troisième année.
La piscine constitue un dispositif de sélection pour les écoles 42, où, en 2017, elle est proposée, sur trois sessions, à un total de 3 000 candidates et candidats, avec un taux de sélection (en 2013) de 25%.
Initialement développées en France, ces diverses modalités de piscines se retrouvent aussi dans d'autres pays, par exemple la piscine initiale de la formation Épitech Bénin, ou la version éliminatoire en fin de sélection pour l'École 42 Antananarivo.
D'autres écoles s'en inspirent et réutilisent le terme pour des formats variés : comme processus de sélection pour Zone01 Rouen Normandie, comme période d'immersion de 3 jours de code à l'ESTI à Antananarivo,, pour coder en Python avec des objets connectés à l'ESSEC, pour découvrir le développement no-code à Alegria.academy ou la programmation Python à ESIEE-IT.